# Casale sul Sile
Casale sul Sile (pronuncia tradizionale normativa /kaˈsale sul ˈsile/; neutra moderna /kaˈzale sul ˈsile/; Caxàl o Caxałe in veneto, pronuncia [kaˈzal], [kaˈzae]) è un comune italiano di 13 076 abitanti della provincia di Treviso in Veneto.

## Geografia fisica
Il territorio è totalmente pianeggiante ed è caratterizzato da suoli argillosi e impermeabili, che favoriscono la rete idrica superficiale: numerosi i fossi e i canali di scolo, quali il rio Serva, il Bigonzo, il Servetto e il Riolo. Il verificarsi di violente precipitazioni può provocare allagamenti di varia entità.
Il fiume principale è il Sile, che scorre proprio presso le adiacenze del centro, regalando scorci visivi e naturalistici carichi di suggestione.

## Origini del nome
L'origine del toponimo Casale, piuttosto diffuso in Italia, è facilmente spiegabile: deriva dal latino casalis, "casolare", "piccolo insediamento rurale". È probabile, infatti, che già in epoca romana il paese costituisse un vicus, ovvero un villaggio di campagna al confine tra gli agri di Treviso e Altino.
La dicitura "sul Sile" è in uso sin dall'epoca medievale (Casale Silerii, 1101; villa Casali super Silerem, 1257), ma venne ufficializzata solo nel 1868.

## Storia
Il paese è citato la prima volta in un documento del 1101, compilato a Casale Silerii.
Un primo nucleo di Casale sul Sile sorse nel medioevo attorno al castello, a pianta quadrata e provvisto di una torre, che i da Camino, signori di Treviso, utilizzarono durante la lotta contro i Veneziani. Il fortilizio si trovava in posizione strategica: sulla riva destra del Sile, poteva controllarne i traffici. La funzione strategica e difensiva dell'edificio era potenziata anche da una galleria sotterranea di attraversamento del fiume adiacente, sicuramente — per i tempi — di azzardata e ardua fattibilità, in seguito sprofondata, e di cui si può ancora osservare l'imboccatura diroccata alla base della torre. Sul retro della stessa sono invece visibili le segrete, ove sventurati fuorilegge e 'nemici' veneziani venivano imprigionati. I Carraresi ampliarono il castello casalese aggiungendovi una seconda torre, quella tuttora esistente, mentre quella originaria cadde.
Il castello (a differenza di numerosi altri che furono rasi al suolo dai Veneziani) fu restaurato nel 1418 da Guido Canal, podestà di Treviso, e fu adibito ad abitazione rurale. Nell'Ottocento quel poco che ne rimaneva fu distrutto. Ora la torre (superstite) dei Carraresi è stata restaurata (proprietà privata) ed è inserita in un parco privato non accessibile alla popolazione.
Durante la seconda guerra mondiale il territorio fu uno dei teatri principali della lotta partigiana nella pianura trevigiana. Qui operò il gruppo "Aldo" della Brigata Garibaldi "Wladimiro Paoli", comandata da Attilio Scardala. Tra il 25 e il 29 aprile la formazione partecipò alla liberazione di Silea, Roncade e Treviso.

### Simboli
Lo stemma e il gonfalone sono stati concessi con decreto del presidente della Repubblica dell'11 ottobre 1983.
Vi è rappresentata la Torre dei Carraresi.
Il gonfalone è un drappo di giallo.

## Monumenti e luoghi d'interesse

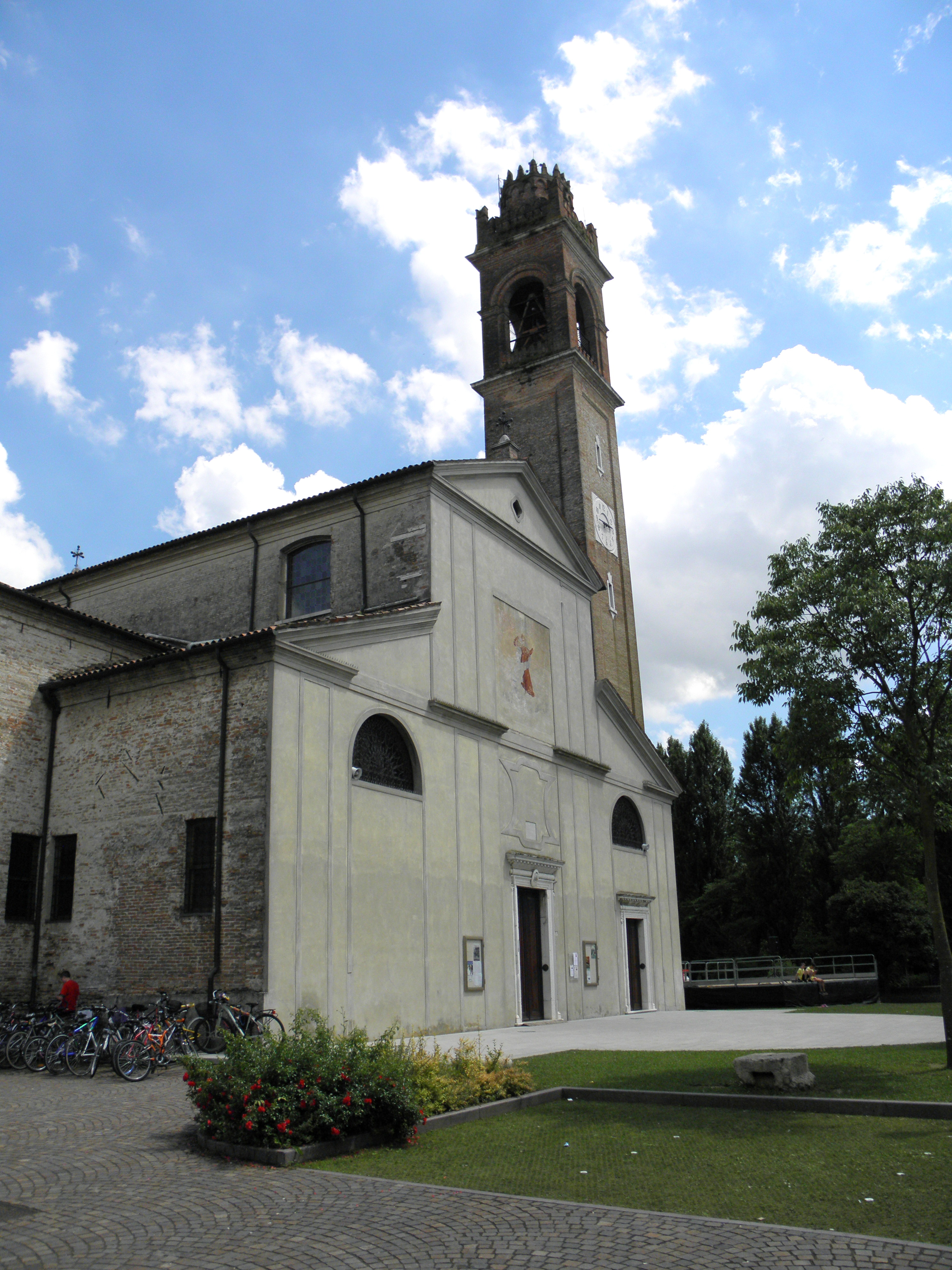
Chiesa parrocchiale di Santa Maria Assunta.

### Architetture religiose
- Chiesa di Santa Maria Assunta. Adiacente al porticciolo sul Sile si trova la settecentesca chiesa parrocchiale, intitolata alla Vergine Assunta.

Il tempio – a tre navate – presenta particolare rilevanza artistica per il soffitto affrescato dal veneziano Giandomenico Tiepolo, nella seconda metà del XVIII secolo, dopo il periodo trascorso dall'artista in Baviera, con l'illustre padre Giambattista e il fratello Lorenzo, a decorare la Residenza di un Principe Vescovo germanico. I preziosi affreschi nella volta dell'ampia navata centrale ritraggono nella Gloria celeste i santi protettori della pieve: San Vincenzo Ferreri e San Ciriaco Martire. Pregevoli gli altari delle navate laterali, decorati con intarsi marmorei policromi, tra cui spicca quello del Cristo Crocifisso, rappresentato in marmo bianco.
L'importante tesoro storico-artistico della parrocchiale, mai organizzato in un percorso espositivo-divulgativo per la collettività, testimonia nei secoli l'importanza della Pieve casalese sia come luogo di culto che, strategicamente, di traffici economico-commerciali aventi sempre come vettore fondamentale il Sile, vera arteria fluviale: statuaria sacra ceramico-lignea, preziosi paramenti e ornamenti sacri, calici, ostensori e suppellettili a uso religioso, antichi preziosi reliquiari (come quello della Santissima Croce per la Processione del Venerdì santo). Rilevante anche il pluri-secolare Archivio parrocchiale, fonte di ricerca fondamentale per gli storici del luogo.
Adiacente alla chiesa è ancora visibile, ma non accessibile al pubblico, la storica canonica, una delle più antiche ville casalesi (XVI secolo).

### Architetture militari
- Torre dei Carraresi, risale al XIV secolo.  Il parco della torre medievale è privato e inaccessibile al pubblico. Si narra  di un antico strategico passaggio sotto il vicino fiume Sile - ora franato - che partiva proprio dalla torre.

### Architetture civili

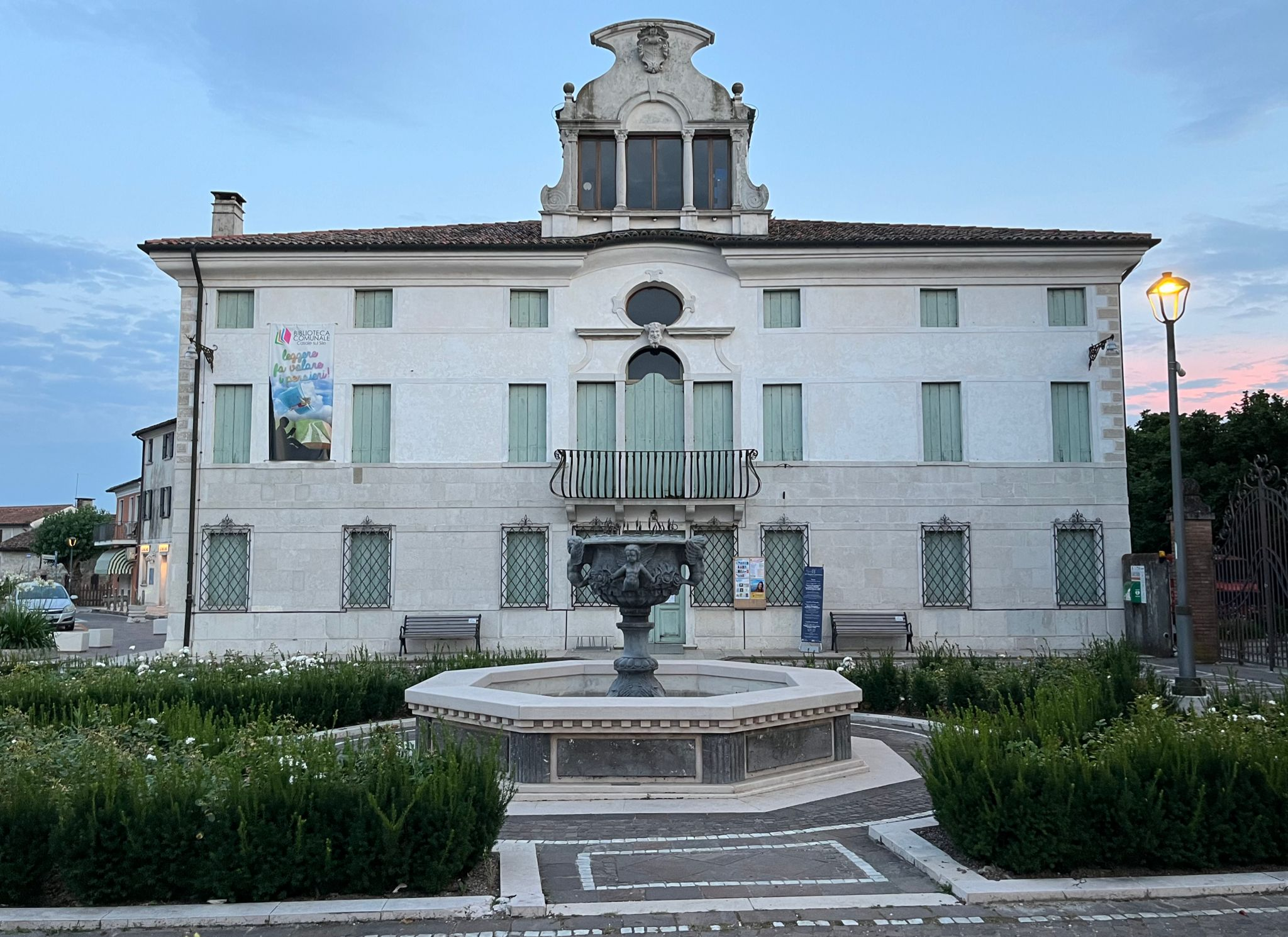
Facciata di villa Caliari Bembo

Nei dintorni di Casale sorsero numerose ville di patrizi veneziani. Da ricordare Villa Cornaro-Gabbianelli (fine XV secolo) in frazione Lughignano, Villa Mantovani-Orsetti, Villa Canossa (XVII secolo), Villa Bembo-Caliari (prima del XVII secolo), Villa Malipiero-Frezza (XVII secolo) Villa Irene (XVII secolo).

### Aree naturali
- Parco naturale regionale del Fiume Sile. Si estende lungo l'alzaia che costeggia il fiume: un lungo percorso naturalistico -a piedi o in bicicletta- che, partendo dalla laguna veneta (Portegrandi), giunge fino a Treviso, passando per il lungo-Sile di Casale, Lughignano, Casier e Silea, per poi proseguire fino alle sorgenti del fiume.

Un tempo, lungo questi argini, robusti animali da tiro trainavano - con spesse corde - i barconi e i burci carichi di materie prime, destinate anche alla Laguna di Venezia, e poi al mare aperto.

## Società

### Evoluzione demografica
Abitanti censiti

### Etnie e minoranze straniere
Al 31 dicembre 2017 gli stranieri residenti nel comune erano 624, ovvero il 4,8% della popolazione. Di seguito sono riportati i gruppi più consistenti:
1. Romania: 134
2. Albania: 74
3. Cina: 49
4. Marocco: 41
5. Macedonia del Nord: 38
6. Kosovo: 33
7. Nigeria: 28
8. Moldavia: 27
9. Burkina Faso: 24

### Lingue e dialetti
A Casale sul Sile, oltre all'italiano, si parla un dialetto della lingua veneta appartenente al gruppo trevigiano, che condivide molte caratteristiche fonetiche e lessicali con il veneziano, vista anche la vicinanza con Venezia.

## Economia
Oltre all'agricoltura, è importante ricordare la presenza di attività artigianali ed industriali. Notevole la lavorazione di minerali plastici non metallurgici (vetro, plastica, laterizi).
In passato una delle attività economiche più rilevanti era quella di zatterieri e barcari, che si basava sull'importanza del Sile. Nel 1559 essi risultavano addirittura organizzati in una confraternita ed erano devoti a San Nicolò, cui dedicarono un altare nella parrocchiale. Negli anni '50 del '900, l'iniziativa dell'allora parroco portò alla costituzione anche di una loro cooperativa, a conferma della rilevanza socio-economica del settore nel territorio.

## Amministrazione

### Sindaci dal 1995

Il gonfalone comunale

| Periodo        | Periodo        | Primo cittadino     | Partito         | Carica  | Note |
| -------------- | -------------- | ------------------- | --------------- | ------- | ---- |
| 23 aprile 1995 | 13 giugno 1999 | Giuseppe De Santi   | Lista Civica    | Sindaco |      |
| 13 giugno 1999 | 27 maggio 2002 | Carlo Pillon        | Lista civica    | Sindaco |      |
| 27 maggio 2002 | 27 maggio 2007 | Bruna Battaglion    | Centro sinistra | Sindaco |      |
| 27 maggio 2007 | 7 maggio 2012  | Bruna Battaglion    | Centro sinistra | Sindaco |      |
| 7 maggio 2012  | 11 giugno 2017 | Stefano Giuliato    | Lista civica    | Sindaco |      |
| 11 giugno 2017 | 12 giugno 2022 | Stefano Giuliato    | Lista civica    | Sindaco |      |
| 12 giugno 2022 | in carica      | Stefania Golisciani | Lista civica    | Sindaco |      |

### Altre informazioni amministrative
La specificazione "sul Sile" fu aggiunta alla denominazione ufficiale con RD 5 gennaio 1868 n. 4172.

## Sport
Tra gli sport più praticati a Casale sul Sile ci sono il rugby e la pallavolo, con le prime squadre rispettivamente in serie A e serie C.
Il Casale Rugby - che negli anni '70 ha militato in Serie A - è stato fondato nel 1952 e ha sede storica nello Stadio Comunale intitolato al compianto rugbista-centauro Enrico Eugenio. Da ricordare Sara Barattin, ex capitana della nazionale italiana di rugby femminile, detentrice del record di presenze in maglia azzurra (116), che è di Casale sul Sile.
Tra i giocatori di rilievo Luca Tramontin, autore, conduttore e unico rugbista d'elite con una menomazione da talidomide, ha giocato per sette anni con il Casale tra Serie A, A1 e A2, e Fabio Ongaro, ex tallonatore della nazionale italiana, 5 volte campione d'Italia con la Benetton Treviso e ora nello staff del club biancoverde.
Anche la conduttrice di Sportitalia Daniela Scalia ha militato per alcuni match con la squadra femminile.
La Polisportiva Casale, che comprende, oltre la pallavolo, molte altre discipline, è diretta erede della precedente Polisportiva Casale, nata nel 1975.
La F.C.Casale è la squadra di calcio locale.
Da ricordare inoltre i campioni casalesi nell'ambito del tiro: Erica Gobbo, campionessa europea (TAV skeet), e i fratelli Marica ed Ivano Gobbo, pluricampioni nazionali nel tiro a segno con carabina.

## Curiosità
La serie internazionale Sport Crime, è stata ideata e interpretata da due ex rugbisti casalesi, Luca Tramontin e Daniela Scalia. Un intero episodio della seconda stagione ("Get Pack") è stato filmato tra Casale e la frazione di Lughignano, con il coinvolgimento di molti giocatori locali del Rugby Casale.